# Nevena Damjanović
Nevena Damjanović (in serbo Невена Дамјановић?; Kragujevac, 12 aprile 1993) è una calciatrice serba, difensore del CSKA Mosca e della nazionale serba.

## Carriera

### Nazionale
Damjanović viene convocata dalla Federazione calcistica della Serbia per rappresentare la propria nazione vestendo la maglia della nazionale Under-17 fin dal 2008, facendo il suo debutto in un torneo UEFA il 16 settembre di quell'anno, in occasione delle qualificazioni all'edizione 2009 del campionato europeo di categoria, nella partita persa 11-0 con le avversarie della Germania.
Raggiunti i limiti d'età, dal 2010 viene inserita in rosa con la formazione nazionale Under-19, con la quale disputa le qualificazioni all'Europeo di Italia 2011, giocando tutti i sei incontri della fase eliminatoria e siglando altrettante reti, senza riuscire ad accedere alla fase finale, e le successive qualificazioni all'Europeo di Turchia 2012, condividendo con le compagne il percorso che le vede superare il primo turno grazie alla migliore differenza reti, poi raggiungere il primo posto nel gruppo 4 della seconda fase che le vale la storica partecipazione a un Europeo U-19 nella sua storia sportiva. In questa seconda occasione Damjanović viene impiegata in tutti i 9 incontri, dove sigla una rete per incontro, ma la sua nazionale, con un solo pareggio e due sconfitte, viene eliminata già alla fase a gironi.
Grazie alle sue prestazioni nelle giovanili, già dal 2010 è inserita in rosa nella nazionale maggiore, selezionata dal commissario tecnico Perica Krstić per vestire la maglia della Serbia impegnata nel gruppo 1 delle qualificazioni UEFA al Mondiale di Germania 2011, debuttando poco più che diciassettenne il 21 agosto 2010, nell'incontro pareggiato a reti inviolate con l'Irlanda del Nord rilevando al 70' Jovana Sretenović. Successivamente, chiamata dal nuovo CT Suzana Stanojević, dopo due sporadiche apparizioni alle qualificazioni all'Europeo di Svezia 2013, disputa sei dei dieci incontri nel gruppo 3 delle qualificazioni al Mondiale di Canada 2015. In seguito continua ad ottenere la fiducia dai CT che si susseguono sulla panchina della nazionale serba, Boris Arsić, dal settembre 2015 a giugno 2016, già suo tecnico allo Spartak Subotica, proseguendo con Goran Sretenović e Predrag Grozdanović nelle qualificazioni all'Europeo dei Paesi Bassi 2017, a quelle al Mondiale di Francia 2019, senza mai riuscire ad accedere ad una fase finale. Attualmente disputa le qualificazioni all'campionato europeo di Inghilterra 2022.

## Palmarès
- Campionato danese: 2

Fortuna Hjørring: 2015-2016, 2017-2018
- Campionato serbo: 5

Spartak Subotica: 2010-2011, 2011-2012, 2012-2013, 2013-2014, 2014-2015
- Coppa di Serbia: 4

Spartak Subotica: 2011-2012, 2012-2013, 2013-2014, 2014-2015
- Coppa di Russia: 2

CSKA Mosca: 2022, 2023
- Supercoppa di Russia: 1

CSKA Mosca: 2024